# Colonia Jardín metróállomás
Colonia Jardín metróállomás Spanyolország fővárosában, Madridban a madridi metró 10-es vonalán. Tulajdonosa és üzemeltetője a Consorcio Regional de Transportes de Madrid.

## Metróvonalak
Az állomást az alábbi metróvonalak érintik:
- 10-es metróvonal
- Linea ML2
- 3-as metróvonal

## Kapcsolódó állomások
A metróállomáshoz az alábbi állomások vannak a legközelebb:
- Aviación Española (Puerta del Sur, 10-es metróvonal)
- Casa de Campo (Hospital Infanta Sofía, 10-es metróvonal)
- Prado de la Vega (Estación de Aravaca, Linea ML2)
- Ciudad de la Imagen (Puerta de Boadilla, 3-as metróvonal)